# República de Génova
La Serenísima República de Génova (ligur Repubrica de Zena /re'pybrika 'de 'ze:na/, latín: Respublica Genuensis) fue un Estado independiente creado por la ciudad costera de Génova en 1096, situado en Liguria, en la costa noroccidental de Italia y que existió como tal desde el siglo XI hasta finales del siglo XVIII. 
Napoleón Bonaparte estableció luego la república Ligur. Finalmente acabó siendo anexionada por el reino de Cerdeña, que terminó creando el reino de Italia.
Junto a Amalfi, Venecia y Pisa era una de las cuatro repúblicas marítimas.

## Historia

### Creación y ascenso
La situación geográfica de Génova, en el golfo homónimo, enclavada en una región montañosa sin terrenos fácilmente cultivables hizo que su economía dependiese desde antiguo del mar. Su principal actividad era la comercial; era una talasocracia que dominaba el mar Tirreno.
La república fue fundada a principios del siglo XI, cuando Génova se convirtió en un municipio con gobierno propio en el reino de Italia. En ese entonces los invasores musulmanes atacaban constantemente las ciudades costeras en el mar Tirreno. Asaltaron Pisa en 1004 y en 1015 intensificaron sus ataques, con incursiones en Luni; Muyahid al-Muwaffaq, emir de la taifa de Denia, atacó Cerdeña con una flota de ciento veinticinco bajeles. En 1016 las tropas coligadas de Génova y la república de Pisa defendieron Cerdeña. En 1066 estalló la guerra entre Génova y Pisa por el control de esta isla. 
En 1087, las flotas genovesas y pisanas lideradas por Hugo de Pisa y acompañadas por tropas de Pantaleón de la república amalfitana, el principado de Salerno y el ducado de Gaeta, atacaron la ciudad de Mahdía en el norte de África, la capital del califato fatimí. El ataque, apoyado por el papa Víctor III, fue conocido como la campaña de Mahdia. Los atacantes capturaron la ciudad pero no pudieron sostenerla contra las fuerzas árabes. Después de la quema de la flota árabe en el puerto, las tropas genovesas y pisanas se retiraron. Sin embargo, la destrucción de la flota árabe dio el control del Mediterráneo occidental a Génova, la república de Venecia y Pisa. Esto permitió a Europa Occidental abastecer a las tropas de la Primera Cruzada de 1096-1099 por mar.
En 1092 Génova y Pisa, en colaboración con Alfonso VI de León, atacaron la taifa de Valencia; también sin éxito sitiaron Tortosa con el apoyo de tropas de Sancho Ramírez, rey de Aragón. 
Génova fue aumentando su importancia como ciudad comercial y comenzó a expandirse durante la Primera Cruzada. 
En 1097 Hugo de Châteauneuf, obispo de Grenoble, y Guillermo, obispo de Orange, fueron a Génova y predicaron en la iglesia de San Siro con el fin de reunir a las tropas de la Primera Cruzada. En ese momento la ciudad tenía una población de aproximadamente 10 000 habitantes. Doce galeras, una nave y 1.200 soldados de Génova se unieron a la cruzada. Las tropas genovesas, dirigidas por nobles de Insula y Avvocato, zarparon en julio de 1097. La flota genovesa transportó y brindó apoyo naval para los cruzados, principalmente durante el asedio de Antioquía en 1098, bloqueando la ciudad, mientras que las tropas brindaron apoyo durante el asedio. En el sitio de Jerusalén en 1099 ballesteros genoveses liderados por Guglielmo Embriaco actuaron como unidades de apoyo en contra de los defensores de la ciudad.
Tras la captura de Antioquía el 3 de mayo de 1098, Génova forjó una alianza con Bohemundo de Tarento, quien se convirtió en el gobernante del principado de Antioquía. Como resultado, les concedió a los genoveses una sede, la iglesia de San Giovanni, y 30 casas en Antioquía. El 6 de mayo de 1098 una parte del ejército genovés regresó a Génova con las reliquias de san Juan Bautista, concedidas a la República como parte de su recompensa por proporcionar apoyo militar a la Primera Cruzada. Muchos asentamientos en el Oriente Medio se los cedieron a Génova, así como se firmaron tratados comerciales favorables. Génova después forjó una alianza con el rey Balduino I de Jerusalén (que reinó desde 1100 hasta 1118). Con el fin de asegurar la alianza Balduino dio a Génova un tercio del señorío de Arsuf, un tercio de Cesarea y un tercio de Acre y los ingresos de su puerto. Además, la República de Génova recibiría 300 besantes cada año y un tercio de la conquista de Balduino cada vez que 50 o más soldados genoveses se unieran a sus tropas.
El papel de la República de Génova como una potencia marítima en la región aseguraba muchos tratados comerciales favorables para los comerciantes genoveses. Llegaron a controlar una gran parte del comercio del Imperio bizantino, Trípoli, el Principado de Antioquía, Armenia y Egipto. A pesar de que Génova mantenía los derechos de libre comercio en Egipto y Siria, perdió algunas de sus posesiones territoriales después de las campañas de Saladino en estos países a finales del siglo XII.
En 1147 Génova participó en el sitio de Almería, ayudando a Alfonso VII de León a reconquistar la ciudad a los musulmanes. Después de la conquista, la República arrendó su tercera parte de la ciudad a uno de sus propios ciudadanos, Otto de Bonvillano, que juró lealtad a la República y se comprometió a protegerla con trescientos hombres. 
En el transcurso de los particulares siglos XI y XII, Génova se convirtió en la fuerza naval dominante en el Mediterráneo Occidental, ya que sus antiguos rivales, Pisa y Amalfi, disminuyeron en importancia. Génova junto con Venecia tuvo éxito en la obtención de una posición central en el comercio de esclavos en el Mediterráneo en ese momento. Esto dejó a la República con un único rival importante en el Mediterráneo: Venecia.
Los cruzados genoveses trajeron a casa una copa de cristal verde del Levante que durante mucho tiempo fue considerada como el Santo Grial genovés.

### SiglosXIIyXIV
La rivalidad comercial y cultural de las República de Génova y de Venecia se dio a través del siglo XIII.
La República de Venecia desempeñó un papel significativo en la Cuarta Cruzada  desviando energías "latinas" a la ruina de su antiguo patrono y actual rival de comercio, Constantinopla. Como resultado, el apoyo veneciano del recién creado Imperio latino significaba que se aplicaban derechos comerciales de Venecia, obteniendo ésta el control de gran parte del comercio del Mediterráneo oriental. La República de Génova con el fin de recuperar el control del comercio, se alió con Miguel VIII Paleólogo, emperador de Nicea, que quería restaurar el Imperio Bizantino al recuperar Constantinopla. En marzo de 1261 se firmó el Tratado de alianza en Ninfeo. El 25 de julio de 1261, las tropas Niceas bajo Alejo Strategopoulos recapturaron Constantinopla. Como resultado, todo estuvo a favor de Génova, a la que se le concedió el libre comercio en el Imperio Bizantino; además del control del comercio en manos de comerciantes genoveses, Génova recibió puertos y estaciones de paso en muchas islas y asentamientos en el mar Egeo. Las islas de Quíos y Lesbos se convirtieron en estaciones comerciales de Génova, así como la ciudad de Esmirna (Izmir).
Génova y Pisa se convirtieron en los únicos estados con derechos comerciales en el mar Negro. En el mismo siglo, la República conquistó muchos asentamientos en Crimea, donde se fundó la colonia genovesa de Caffa. La liga con el restaurado Imperio bizantino aumentó la riqueza y el poder de Génova y al mismo tiempo redujo el comercio veneciano y pisano; el Imperio bizantino concedió la mayoría de los derechos de libre comercio a Génova. En 1282 Pisa trató de hacerse con el control del comercio y la administración de Córcega, después de haber sido llamado por el apoyo por parte del juez Sinucello, que se rebeló contra Pisa. En agosto de ese mismo año, parte de la flota genovesa bloqueó el comercio de Pisa, cerca del río Arno.
Durante 1283 tanto Génova y Pisa hicieron los preparativos de guerra. La primera construyó ciento galeras, sesenta de las cuales pertenecían a la República, mientras que las otras fueron alquiladas a particulares; se contrataron además más de quince mil mercenarios. La flota pisana evitó ese el combate con la genovesa. El 5 de agosto de 1284, sin embargo, en la batalla naval de Meloria, la flota genovesa, que constaba de noventa y tres barcos al mando de Oberto Doria y Benedetto I Zaccaria, venció a la pisana, de setenta y dos naves al mando de Alberto Morosini y Ugolino della Gherardesca. Génova arrebató treinta barcos a Pisa, y hundió otros siete. Ocho mil pisanos de los catorce mil con los que contaba la república murieron durante el combate. La derrota de Pisa supuso su declive: nunca más volvió a poder competir con Génova, cuyo control del comercio corso creció. La ciudad sarda de Sassari, dominada por Pisa, se convirtió en una comuna controlada por Génova. El control de Cerdeña, sin embargo, no pasó de forma permanente a Génova: los reyes aragoneses de Nápoles le disputaron la isla, que se aseguraron en el siglo XV.
Comerciantes genoveses se extendieron hacia el sur, a la isla de Sicilia, y al norte de África musulmán, donde establecieron colonias comerciales, buscando el oro que cruzaba el Sahara; establecieron puestos en lugares tan lejanos como Salé y Safí, en las costas del océano Atlántico. En 1283 la población del Reino de Sicilia se rebeló contra la autoridad de los Anjou en llamadas Vísperas Sicilianas. Como resultado del levantamiento, la isla pasó a poder de los aragoneses. A Génova, que los había apoyado, se le concedió el derecho a comerciar y exportar libremente en el reino. Banqueros genoveses también se beneficiaron de los préstamos a la nueva nobleza de Sicilia. La república se anexó Córcega formalmente en 1347.
Génova era mucho más que un depósito de medicamentos y especias de Oriente: un motor esencial de su economía fue la tejedura de productos textiles de seda, a partir de hilos importados, a raíz de los estilos simétricos de sedas bizantinas y sasánidas.
Como resultado de la reducción económica en Europa a finales del siglo XIV, así como su larga guerra con Venecia, que culminó con su derrota en Chioggia (1380), Génova entró en declive. Esta guerra crucial con Venecia se ha dado en llamar la guerra de Chioggia a causa de esta batalla decisiva que dio lugar a la derrota de Génova a manos de Venecia. Antes de este conflicto, que duró desde 1379 hasta 1381, el estado genovés había disfrutado de un ascendiente naval que era la fuente de su poder y posición en el norte de Italia. La derrota genovesa le privó de esta supremacía naval: fue expulsada de los mercados del Mediterráneo oriental y comenzó la decadencia de la ciudad-Estado. El ascenso del Imperio otomano también aisló los emporios genoveses y el comercio se redujo en los mares Egeo y Negro. Las lucha por el poder entre las familias que dominaban la república también la debilitaron, de modo que entre 1396 y 1526 estuvo sometida la mayoría del tiempo a Francia, España, Milán y Monferrato.

### La edad de oro de los banqueros genoveses
Durante la década de 1450-1460, la República de Génova se convirtió en un peón en la lucha entre el Reino de Francia y el Reino de Aragón por el poder y la influencia en Italia. Entre 1455 y 1475, perdió además todas sus posesiones en el Mediterráneo oriental (en los mares Egeo, de Mármara, de Azov y Negro). Este cambio impelió a los genoveses a buscar nuevas plazas comerciales, como fueron Plasencia, Besanzón y Amberes.

Génova en la Italia del 1600.

Amenazado por Alfonso V de Aragón, el dogo entregó la República a los franceses en 1458; Génova se convirtió en un ducado sometido a un gobernador real francés, Juan de Anjou. Sin embargo, con el apoyo de Milán, Génova se rebeló y se restauró la república en 1461. No obstante, los milaneses luego cambiaron de bando y conquistaron Génova en 1464, que se mantuvo como feudo de la Corona de Francia. Estuvo ocupada por los franceses o los milaneses durante gran parte del período. De 1499 a 1528, la República llegó a su punto más bajo, estando bajo ocupación francesa casi continua. Los españoles, con sus aliados intramuros y la "nobleza" atrincherada en las fortalezas de las montañas detrás de Génova, capturaron la ciudad el 30 de mayo de 1522, sometiéndola a saqueo. Cuando el almirante Andrea Doria de la poderosa familia Doria se alió con el emperador Carlos V del Sacro Imperio Romano Germánico para expulsar a los franceses y restaurar la independencia de Génova, abrió una perspectiva renovada: 1528 marcó el primer préstamo de los bancos genoveses a Carlos. Doria y el emperador firmaron un acuerdo por el que los genoveses alquilaban sus servicios navales para garantizar las comunicaciones entre los territorios de la Corona española. El pacto garantizaba además la autonomía política de la república; cuando el emperador solicitó la sumisión genovesa a principios de la década siguiente, los genoveses rehusaron tajantemente la petición.
Doria implantó una serie de reformas políticas para reforzar el gobierno de la república. Creó el Gran Consejo, encargado de elegir al dogo y velar por la administración, y el Consejo Menor, ambos compuestos de nobles. El Senado quedó encargado de la administración de justicia. Se limitó además el acceso a los cargos políticos a los miembros de las casas nobles, los alberghi, que se redujeron a tan solo veintiocho cuando a principios de siglo habían sobrepasado el centenar. Con esta medida, los artesanos perdieron todo poder político. Los miembros del Gran Consejo se escogían por sorteo entre los nobles; el consejo elegía luego a dos gobernadores vitalicios, sometidos al dogo, escogido cada dos años, también entre las familias aristocráticas. También en 1528 se ennobleció a las familias más poderosas de los mercaderes y artesanos, sin que por ello desapareciese la rivalidad entre esta nueva nobleza y la antigua, dedicada fundamentalmente a las finanzas. Las tensiones llevaron incluso al estallido de una guerra civil entre las distintas facciones en 1575, tras el fallecimiento de Doria en 1560.
A partir de entonces, Génova sufrió algo así como un renacimiento como asociado menor del Imperio español, con los banqueros genoveses, en particular, financiando muchos de los esfuerzos exteriores de la Corona española desde sus casas de conteo en Sevilla. Fernand Braudel incluso ha llamado al período 1557-1627 la «edad de los genoveses», aunque el visitante moderno que pasa ve brillantes manieristas y palacios con estilo Barroco a lo largo de Génova Strada Nova (actual Via Garibaldi) o via Balbi no puede dejar de notar que no había riqueza conspicua, que en realidad no era genovés, pero concentrada en las manos de un círculo muy estrecho de banquero-financieros, verdaderos «capitalistas de riesgo». El poder comercial de Génova, sin embargo, siguió dependiendo estrechamente en el control de vías marítimas del Mediterráneo y la pérdida de Quíos, arrebatada por el Imperio otomano, en 1566, dio un golpe grave. Para compensar la pérdida de territorio a manos de los otomanos, el imperio español entregó Panamá Viejo en América como concesión comercial a los genoveses. Sebastián Hurtado de Corcuera quien fue gobernador de Panamá, sabiendo de la participación histórica de los genoveses en las Cruzadas, reclutó a genoveses que se establecieron en Panamá, así como a peruanos y panameños nativos, en una guerra contra los musulmanes de Filipinas, y fundó la ciudad de Zamboanga.
La población de la ciudad creció entre un treinta y un cuarenta por ciento durante el siglo, y su flota pasó de las dieciocho mil toneladas de 1460 a las treinta y un mil en 1560. A mediados de siglo era la segunda armada del Mediterráneo, tras la veneciana. Hasta finales de siglo, el poderío naval genovés se centró en repeler el avance otomano, que cesó el último cuarto tras la derrota de batalla de Lepanto, salvo por la actividad corsaria. La ciudad mantenía una de las escuadras que defendían el Mediterráneo hispánico, con entre quince y veintitrés galeras, que tenía encomendada el control del golfo de León y Córcega. Además, suministraba naves a las demás flotas mediterráneas: la escuadra de España, con base en Cartagena, contaba con entre quince y treinta y seis galeras; la de Nápoles, con unas veinte; la de Sicilia, con unas doce  y la de la orden de Santiago, que constaba de cuatro navíos. Además de los ingresos por los contratos o compra de las galeras, los genoveses obtenían beneficios del comercio con la península ibérica, el transporte de metales preciosos —con su consiguiente contrabando— y los préstamos a la Corona.
A principios de la Edad Moderna, la ciudad estaba dominada por una oligarquía nobiliaria, resultado de la evolución social en la Edad Media. Cuatro familias señoreaban todos los aspectos de la administración de la república: los Fieschi controlaban la Iglesia; los Doria, el mar; los Spínola y Grimaldi basaban su poder en los numerosos feudos que poseían.
La apertura para el consorcio bancario genovés fue la bancarrota del estado de Felipe II en 1557, que arruino a las casas bancarias alemanas y puso fin al reinado de los Fugger como los financieros españoles. Los banqueros genoveses, siempre que el sistema de los Habsburgo era difícil de manejar, obtenían un crédito de fluido y un ingreso confiable regular. A cambio, los envíos menos confiables de la plata de América fueron trasladados rápidamente de Sevilla a Génova, para proveer capital para nuevas empresas. El banquero genovés Ambrosio Spinola, marqués de los Balbases, por ejemplo, él mismo levantó y dirigió un ejército que luchó en las Guerra de los Ochenta Años en los Países Bajos en el siglo XVII. La decadencia de España en el siglo XVII trajo consigo también la renovada caída de Génova, y las quiebras frecuentes de la Corona española, en particular, arruinaron muchas de las casas comerciales de Génova. En 1684 la ciudad fue fuertemente bombardeada por una flota francesa como castigo por su alianza con España.
El empobrecimiento de los banqueros y la falta de protección española hicieron que paulatinamente los favorables a la liga con España cediesen terreno a los partidarios de acordar con Francia. Las sucesivas bancarrotas de la Corona acabaron por arruinar a los banqueros genoveses que le habían prestado dinero para financiar la guerra de los Ochenta Años y la de Treinta Años.

### Decadencia
En mayo de 1625, el ejército franco-saboyano que invadió la República fue derrotado por los ejércitos español y genovés combinados. La plaga de 1656-57 mató a casi la mitad de los habitantes de Génova. En mayo de 1684, como castigo por el apoyo genovés a España, la ciudad fue sometida a un bombardeo naval francés, en el que se emplearon unas trece mil balas de cañón. 
Génova continuó su lento declive en el siglo XVIII. En 1742 la última posesión de los genoveses en el Mediterráneo, la fortaleza de la isla de Tabarka, fue tomada por el bey de Túnez.
Génova entró a regañadientes en la Guerra de Sucesión Austríaca en 1745. Los genoveses apoyaban a la facción francesa de los Borbón y a España con el fin de evitar que su enemigo mortal, el Reino de Cerdeña, se anexionara la Marca de Finale Ligure; lo que partiría en medio a la república. Esta decisión dio lugar a una serie de desastres, la derrota frente a los austríacos el 6 de septiembre de 1746 y a la ocupación de la ciudad. Hubo una gran insurrección popular en diciembre de 1746, precipitada por un chico llamado Giovan Battista Perasso y apodado Balilla, que arrojó una piedra a un funcionario austríaco y se convirtió en un héroe nacional para las generaciones posteriores. Los austriacos fueron expulsados, pero regresaron para un infructuoso asedio de Génova en 1747. Al menos Génova retuvo Finale por el Tratado de Aquisgrán (1748). Fue incapaz de mantener su regla en Córcega, donde la rebelde República Corsa fue proclamada en 1755. En 1768 Génova fue obligada por la rebelión endémica a vender su reclamo sobre Córcega a los franceses y así Córcega fue cedida en el Tratado de Versalles de 1768.
Una reactivación económica en la década de 1780 se llevó a cabo.

### Satélite francés
En 1797 la República de Génova fue ocupada por el ejército revolucionario francés de Napoleón Bonaparte, quien derrocó a las viejas élites que habían gobernado la ciudad durante toda su historia, y la sustituyó por una república popular conocida como la República de Liguria, bajo el cuidado estricto de la Francia napoleónica. Una constitución más conservadora fue promulgada, pero la vida de la República de Liguria fue corta, en 1805 fue anexionada por Francia, convirtiéndose en los departamentos de Apeninos, Génova y Montenotte. Tras la toma de la ciudad por las tropas británicas, entre el 17 y 22 de abril de 1814, las elites locales alentadas por el agente británico lord William Bentinck proclamaron la restauración de la antigua República, pero se decidió en el Congreso de Viena que Génova se debía ceder al Reino de Cerdeña. Las tropas británicas suprimieron la república en diciembre de 1814 y luego evacuaron la ciudad, que se anexionó a Cerdeña el 3 de enero de 1815.

### Legado
Ampliamente la República de Génova ha dado al mundo innumerables avances en las ciencias y las letras, así como en el transporte marino, tales recorridos y mapas de la navegación mediterránea de su época. Su gran obra de la arquitectura y el arte retratista fue ampliamente adorado así como envidiado por las cortes europeas, llegando a ser unos de los valores más buscados por reinos y nobles en vías de desarrollo. Tal ha sido el caso de la Corona Inglesa, que durante la ocupación de las tropas británicas varios palacios fueron saqueados y las familias nobles Genovesas decidieron pagar su libertad con sus obras de arte y retratos familiares, muchos de los cuales actualmente son parte de familias británicas. Su mayor legado del arte heráldico, ha sido su escudo de armas, y toda la parafernalia de Génova que ha sido comprado por el Borough de Londres, mostrándose actualmente como el escudo de armas de la ciudad de Londres y sus adyacentes como Bloomsbury, Knightsbridge y Meddlesex; estos emblemas y registros forman parte del Colegio de Armas Británico. La influencia del arte se refleja en la posterior era Victoriana, en los colores y texturas de sus cuadros, así como en la alta-moda y los floridos jardines.

## Enclaves y dependencias de la República de Génova
- Principado de Oneglia (Doria , 1298-1576; Saboya , 1576-1792 y Primera República Francesa 24 de noviembre de 1792-1797)

- Marquesado de Finale (Del Carretto , 1162-1602; Habsburgo de España , (1602-1707) Habsburgo austriacos (1707-1713)

- Principado de Torriglia (Doria, 1760-1797)
- República de Noli (1202-1797)